# Chiesa dei Santi Vincenzo e Anastasio (Ferrara)
La chiesa dei Santi Vincenzo e Anastasio è la parrocchiale a Monestirolo, frazione di Ferrara. Risale al XIII secolo.

## Storia
La fondazione della chiesa risale al XIII secolo e in questi primi tempi dipese dal convento di San Bartolo.
La scelta di Monestirolo pare sia legata ad una presenza di monaci benedettini già dall'XI secolo.
Nel 1411 il primo edificio religioso venne ricostruito in forme romaniche, che ci sono pervenute.
Alla fine del XV secolo ottenne l'autonomia rispetto al monastero di San Bartolo. La chiesa fu sede delle confraternite del Santissimo Sacramento e del Rosario.
Attorno al XVIII secolo la chiesa fu oggetto di restauri.
Nel XXI secolo un primo intervento tra il 2009 ed il 2011 ha riguardato la riparazione dei danni prodotti da un incendio nell'abside e, tra il 2015 e il 2017, si è nuovamente lavorato sia per ritinteggiare gli interni sia per rinnovare la pavimentazione della navata.